# 傑爾扎尼夫卡 (赫梅利尼克區)
49°41′32″N 27°48′15″E / 49.69222°N 27.80417°E
傑爾扎尼夫卡（烏克蘭語：Держанівка），是烏克蘭的村落，位於該國西南部文尼察州，由赫梅利尼克區負責管轄，面積1.1平方公里，海拔高度293米，2001年人口171，人口密度每平方公里155.45人。